# Prapretno pri Hrastniku
Prapretno pri Hrastniku je razloženo naselje z gručastim jedrom v Občini Hrastnik. Leži na slemenu zahodno od Hrastnika. Naselje sestavljajo večinoma delavske hiše. Predvsem v zahodni smeri je pokrajina močno degradirana zaradi izpustov trboveljske termoelektrarne in cementarne ter kopanja premoga.
Ime naselja v uradnih evidencah je Prapretno pri Hrastniku - del; v občini Trbovlje je obstajal drugi, manjši del brez stalnih prebivalcev, katerega ozemlje je danes priključeno Trbovljam.

## SE Prapretno pri Hrastniku
V kraju bo na zaprtem delu odlagališča nenevarnih odpadkov stala tudi zaenkrat največja sončna elektrarna v Sloveniji. Lokacija je bila izbrana posebej zaradi svoje umazane zgodovine. Zaradi območja gradnje (objekt stoji na degradiranem območju) ta ni potreboval okoljskega soglasja Agencije RS za okolje. Elektrarna bo proizvedla 3036 megavatov moči, kar jo uvršča kot prvo sončno elektrarno v Sloveniji, ki proizvede več kot 1 megavat moči. Sestavljena je iz 6902 modulov z močjo 440 Wp, letna proizvodnja pa bi znašala 3.362.000 kWh. Temeljni kamen so položili 3. julija 2021. Naložba je vredna 2,5 milijona evrov. Na omrežje naj bi bila priklopljena oktobra.